# Teloscalpellum antillarum
Teloscalpellum antillarum är en kräftdjursart som först beskrevs av Henry Augustus Pilsbry 1907.  Teloscalpellum antillarum ingår i släktet Teloscalpellum och familjen Scalpellidae. Inga underarter finns listade i Catalogue of Life.